# Pyroppia tridentifera
Pyroppia tridentifera är en kvalsterart som beskrevs av H. och Zhan Wang 1994. Pyroppia tridentifera ingår i släktet Pyroppia och familjen Ceratoppiidae. Inga underarter finns listade i Catalogue of Life.